# Стивен Мур
Стивен Мур (енгл. Stephen Moore; 20. јануар 1983) професионални је рагбиста и капитен аустралијске репрезентације.

## Биографија
Висок 186 цм, тежак 112 кг, Мур је играо 5 година за Квинсленд Редс, пре него што је прешао у екипу Брамбиси. За "валабисе" је до сада одиграо 98 тест мечева и постигао 25 поена.